# 292 Dywizja Piechoty (III Rzesza)
292 Dywizja Piechoty (niem. 292. Infanterie-Division) – niemiecka dywizja z czasów II wojny światowej, uczestniczyła w agresji na Francję i ataku na Związek Radziecki.
Sformowana na poligonie Borne Sulinowo (Groß Born) na mocy rozkazu z 6 lutego 1940 roku, w 8. fali mobilizacyjnej w II Okręgu Wojskowym. W 1940 uczestniczyła w ataku na Francję. Następnie przerzucona została do okupowanej Polski. Od 22 czerwca 1941 uczestniczyła w napaści na Związek Radziecki. Walki przeciw Armii Czerwonej prowadziła przez cztery lata, biorąc udział m.in. w bitwie pod Kurskiem. Została rozbita w marcu 1945 w Prusach Wschodnich.

## Dowódcy dywizji
- gen. por. Martin Dehmer 6 II 1940 – 29 IX 1941;
- gen. por. Willy Seeger 29 IX 1941 – 24 VIII 1942;
- gen. por. Kurt Badinski 24 VIII 1942 – 1 IX 1942;
- gen. por. Wolfgang von Kluge 1 IX 1942 – 20 VII 1943;
- gen. por. Richard John 20 VII 1943 – 30 VI 1944;
- gen. mjr Johannes Gittner 30 VI 1944 – 1 IX 1944;
- gen. mjr/gen.por. Rudolf Reichert 1 IX 1944 – IV 1945;

## Struktura organizacyjna
Stan w lutym 1940:
- 507., 508. i 509. pułk piechoty, 292. pułk artylerii, 292. batalion pionierów, 292. szwadron rozpoznawczy, 292. kompania przeciwpancerna, 292. oddział łączności;

Stan w październiku 1941:
- 507. i 508. pułk piechoty, 292. pułk artylerii, 292. batalion pionierów, 292. szwadron rozpoznawczy, 292. kompania przeciwpancerna, 292. oddział łączności, 292. polowy batalion zapasowy;

Stan w marcu 1944:
- 507., 508. i 509. pułk piechoty, 292. pułk artylerii, 292. batalion pionierów, 292. dywizyjny batalion fizylierów, 292. oddział przeciwpancerny, 292. oddział łączności, 292. polowy batalion zapasowy;